# Теплостанського радгоспу
Теплостанського радгоспу (рос. Теплостанского совхоза) — селище в Сеченовському районі Нижньогородської області Російської Федерації.
Населення становить 408 осіб. Входить до складу муніципального утворення Сеченовська сільрада.

## Історія
Від 2009 року входить до складу муніципального утворення Сеченовська сільрада.

## Населення
| 2002 | 2010 |
| ---- | ---- |
| 484  | ↘408 |